# Entertainment, Death
Entertainment, Death (estilizado en mayúsculas) es el cuarto álbum de estudio por la banda estadounidense de avant-rock The Spirit of the Beehive. El álbum fue grabado el 9 de abril de 2021 a través de Saddle Creek Records. Se publicaron dos sencillos antes del álbum: «There's Nothing You Can't Do» y «The Server Is Immersed», los cuales fueron aclamados por la crítica.

## Antecedentes y grabación
La composición del álbum comenzó durante el inicio de la pandemia de COVID-19 en abril de 2020 y duró hasta julio de 2020. La grabación se realizó simultáneamente durante este proceso y la masterización se realizó durante el otoño de 2020 en anticipación a un lanzamiento en la primavera de 2021.

## Recepción de la crítica
Entertainment, Death recibió aclamación crítica por críticos de música contemporánea. En Metacritic, Entertainment, Death obtuvo un puntaje promedio de 82 sobre 100, basado en 6 críticas, lo cual indica “aclamación universal”. Sophie Kemp, escribiendo para Pitchfork, le otorgó el certificado de “Best New Music” y una calificación de 8.3 sobre 10.
Paul Simpson de AllMusic le dio una calificación de 3 estrellas y media, y describió al álbum como “difícil para los oyentes casuales, pero gratificante para los oyentes pacientes”.

### Galardones
| Publicación      | Lista                             | Posición | Ref.   |
| ---------------- | --------------------------------- | -------- | ------ |
| Beats Per Minute | Top 50 Albums of 2021             | 7        | [ 14 ] |
| Exclaim!         | Exclaim!'s 50 Best Albums of 2021 | 21       | [ 15 ] |
| The Fader        | The Best Albums of 2021           | 31       | [ 16 ] |
| Gaffa            | Top 20 Albums of 2021             | 17       | [ 17 ] |
| Our Culture      | The 50 Best Albums of 2021        | 12       | [ 18 ] |
| Paste            | The 50 Best Albums of 2021        | 9        | [ 19 ] |
| Pitchfork        | The 50 Best Albums of 2021        | 28       | [ 20 ] |
| Pitchfork        | The 31 Best Rock Albums of 2021   | —        | [ 21 ] |
| Spin             | The 30 Best Albums of 2021        | 22       | [ 22 ] |
| Stereogum        | The 50 Best Albums of 2021        | 27       | [ 23 ] |

## Lista de canciones
Todas las canciones escritas y compuestas por Zack Schwartz, Rivka Ravede y Corey Wichlin. 
| Lista de canciones de Entertainment, Death |                                |          |  |
| N.º                                        | Título                         | Duración |  |
| 1.                                         | «Entertainment»                | 2:44     |  |
| 2.                                         | «There's Nothing You Can't Do» | 2:59     |  |
| 3.                                         | «Wrong Circle»                 | 2:51     |  |
| 4.                                         | «Bad Son»                      | 2:51     |  |
| 5.                                         | «Give Up Your Life»            | 2:54     |  |
| 6.                                         | «Rapid & Complete Recovery»    | 4:01     |  |
| 7.                                         | «The Server Is Immersed»       | 2:49     |  |
| 8.                                         | «It Might Take Some Time»      | 2:38     |  |
| 9.                                         | «Wake Up (In Rotation)»        | 2:56     |  |
| 10.                                        | «I Suck the Devil's Cock»      | 6:40     |  |
| 11.                                        | «Death»                        | 3:18     |  |